# Kungur
Kungur (russisch Кунгу́р) ist eine russische Stadt an den westlichen Ausläufern des Uralgebirges in der Region Perm mit 66.074 Einwohnern (Stand 14. Oktober 2010).

## Geographie
Kungur liegt etwa 100 km südöstlich der Regionshauptstadt Perm am Fluss Sylwa, welcher zum Flusssystem der Kama gehört.
Die Stadt ist namensgebend für die geologische Stufe des Kungurium (Unterperm), deren Ablagerungen gegen Ende des 19. Jahrhunderts in der Umgebung beschrieben wurden.

## Geschichte der Stadt

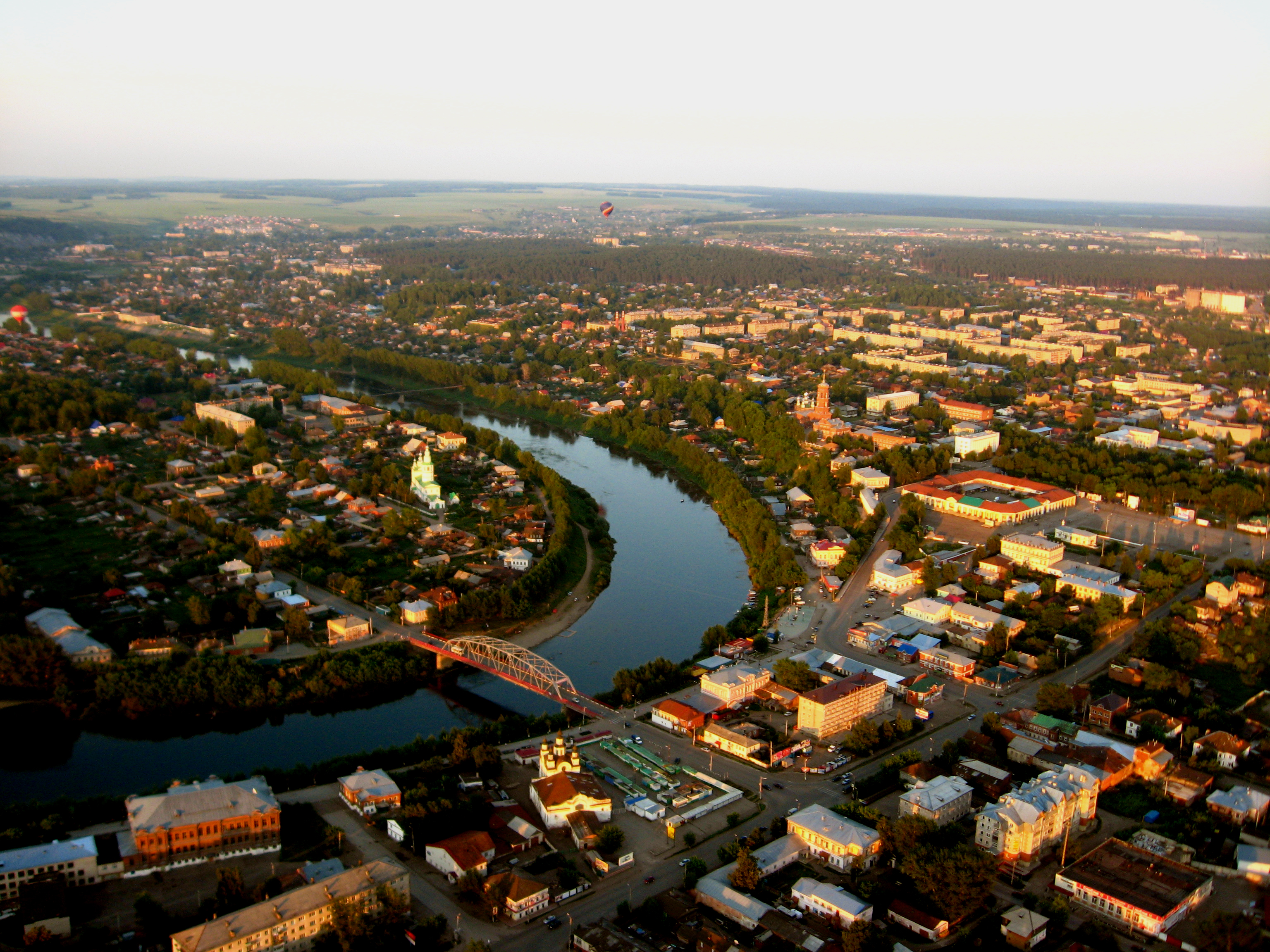
Luftbild von Kungur

Kungur entstand im Jahre 1648, nachdem die Staatsmacht verfügte, in der Nähe hiervon eine Siedlung für flüchtige, ehemalige leibeigene Bauern zu errichten, die hier jeweils auch ein Stück Land zugewiesen und drei Jahre Steuerfreiheit gewährt erhielten. Dieser Umstand machte die Siedlung für weitere flüchtige Bauern attraktiv, und so entstanden in der Umgebung Dutzende von Dörfern mit einer Gesamtbevölkerungszahl von über 1000 Einwohnern. Jedoch wurde die Siedlung im Jahre 1662 von Truppen der benachbarten tatarischen und baschkirischen Feudalherrscher überfallen und vollständig niedergebrannt; sämtliche Bewohner wurden vertrieben oder getötet.

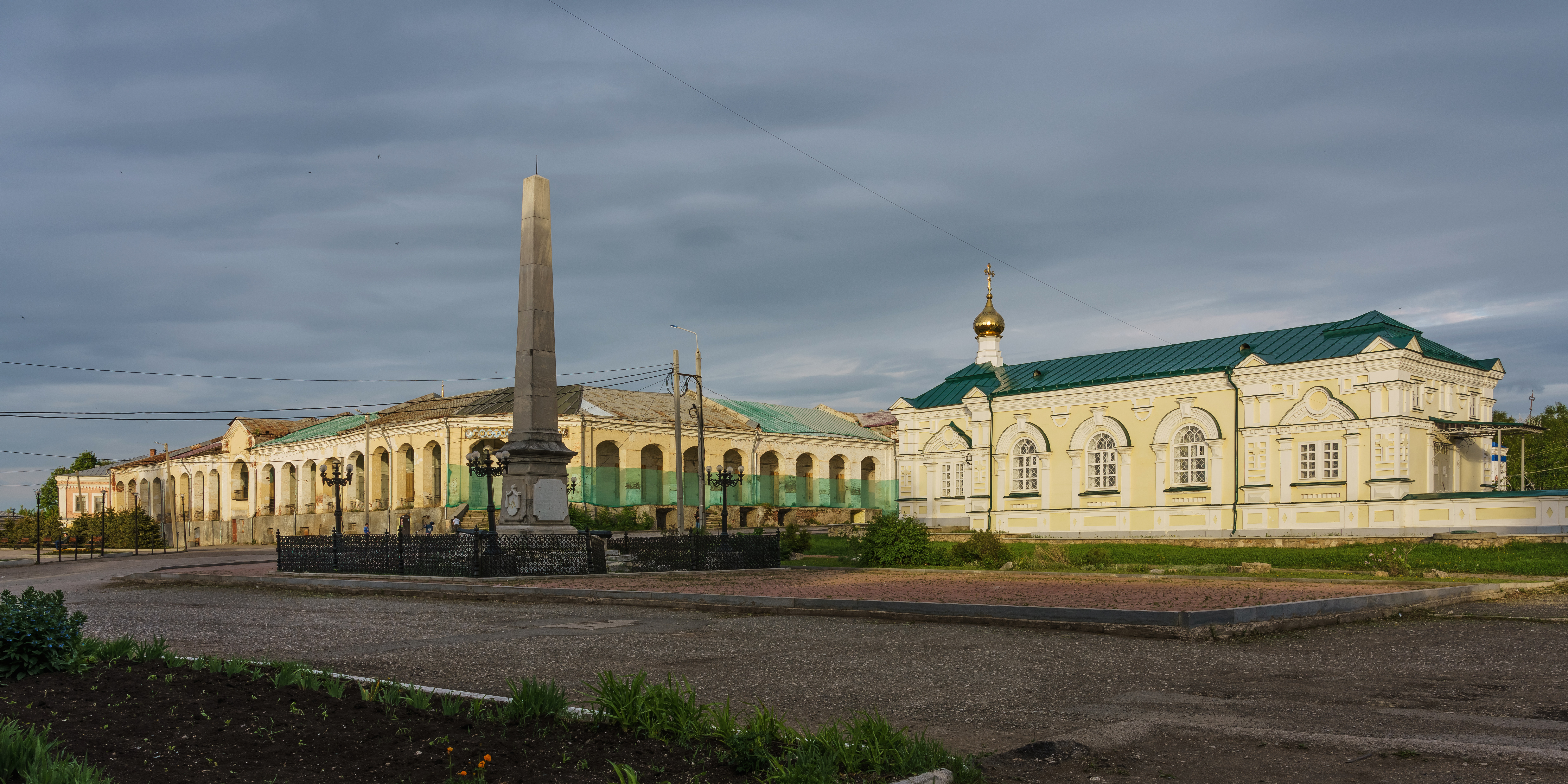
Kathedralenplatz mit ehemaligen Handelsreihen im Zentrum Kungurs

Bald darauf ersuchten die flüchtigen Kungurer den Zaren Alexei Michailowitsch um staatliche Hilfe für einen Wiederaufbau der Stadt. 1663 verfügte Alexei, in der Nähe der ehemaligen Siedlung einen geeigneten Ort für die Wiedererrichtung der Stadt ausfindig zu machen, die diesmal durch eine Festung vor Angriffen gesichert werden sollte. Einen solchen Ort fand man etwa 20 Kilometer von der ursprünglichen Siedlung entfernt; auf einer Anhöhe wurde dabei ein von einer Mauer umgebener Kreml errichtet. Damit wurde das Jahr 1663 zum zweiten Geburtsjahr Kungurs. Die strategisch sichere Lage der neuen Stadt bewahrte sie auch noch über hundert Jahre später vor der Zerstörung, als Rebellentruppen des Jemeljan Pugatschow während des Bauernkriegs erfolglos versuchten Kungur einzunehmen.
Im Laufe des 17. Jahrhunderts stieg die wirtschaftliche Bedeutung der Stadt, was auch ihrer Lage zwischen dem europäischen Teil Russlands und Sibirien, das damals gerade erschlossen wurde, zu verdanken war. Ende des Jahrhunderts zählte die Stadt knapp 3000 Einwohner, von denen 337 Kaufleute waren. Mitte des 18. Jahrhunderts stieg die Bedeutung der Stadt noch weiter, als ein Handelsweg von Europa nach Sibirien verlegt wurde, der durch Kungur führte. Kungur wurde zu einer wichtigen Messestadt, in der der Handel mit landwirtschaftlichen Erzeugnissen blühte. Auch entstanden in Kungur im 18. Jahrhundert mehrere Ledermanufakturen, durch deren Erzeugnisse die Stadt landesweite Bekanntheit erlangte. Diese Entwicklung setzte sich bis zur Oktoberrevolution fort. Im 20. Jahrhundert kam ein Maschinenbaubetrieb hinzu sowie mehrere Fabriken zur Herstellung von Textilien und Nahrungsmitteln. Bis heute nimmt die aus früheren Ledermanufakturen hervorgegangene Schuhfabrik einen bedeutenden Anteil an der wirtschaftlichen Leistung der Stadt ein. Durch die landschaftlich attraktive Lage der Stadt erlebt auch der Tourismus einen Aufschwung.

### Bevölkerungsentwicklung
| Jahr | Einwohner |
| ---- | --------- |
| 1897 | 14.295    |
| 1939 | 36.296    |
| 1959 | 64.796    |
| 1970 | 74.488    |
| 1979 | 80.143    |
| 1989 | 81.402    |
| 2002 | 68.943    |
| 2010 | 66.074    |

Anmerkung: Volkszählungsdaten

## Sehenswürdigkeiten

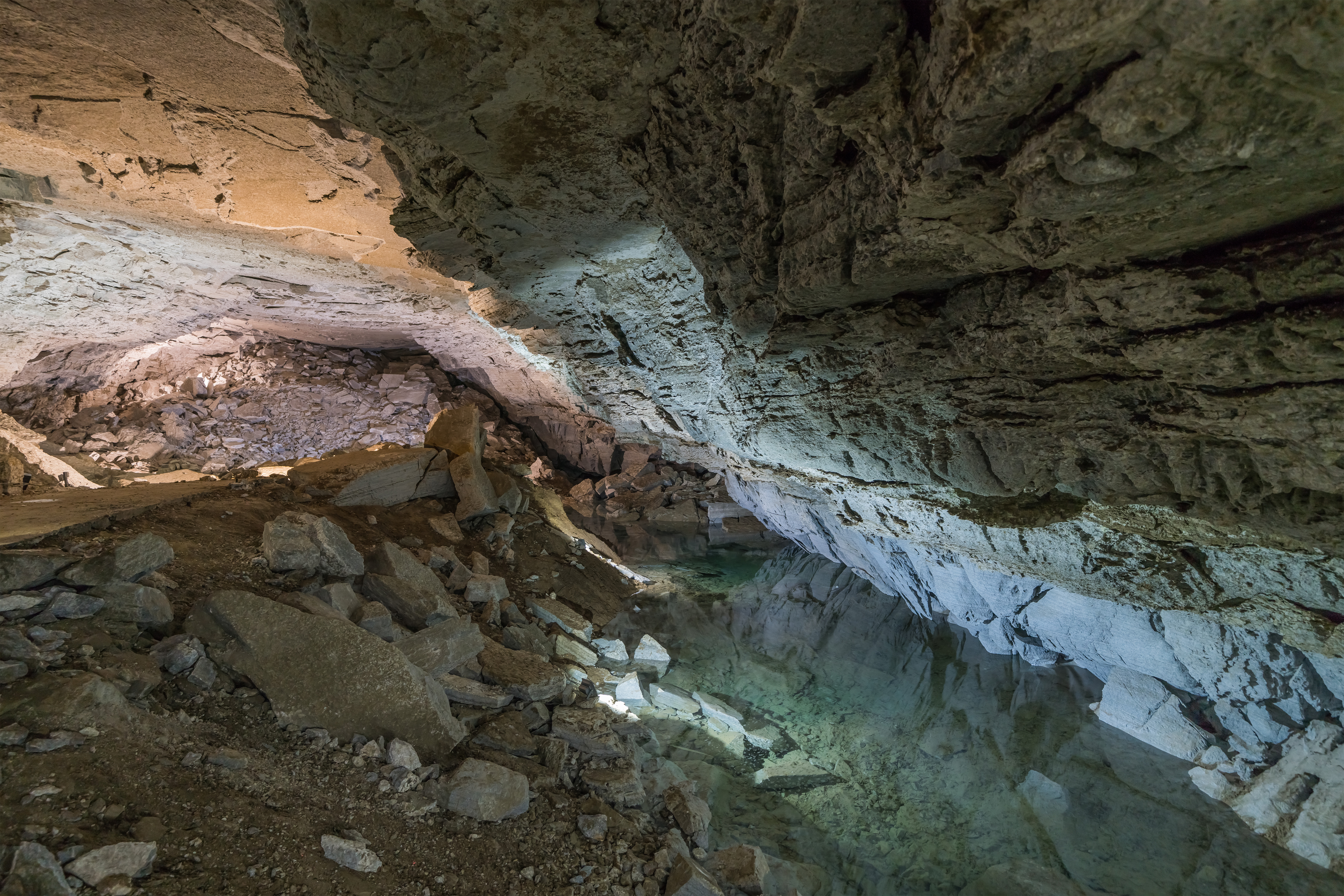
Kungurer Eishöhle

In der Stadt selbst ist die Altstadt architektonisch besonders sehenswert, da viele Häuser und Kirchen aus dem 18. und dem 19. Jahrhundert erhalten geblieben sind. Für Touristen besonders attraktiv sind jedoch die Mittelgebirgslandschaften in der Umgebung der Stadt. Eine besondere Attraktion stellt die Kungurer Eishöhle dar: Mit rund 5.600 Metern Gesamtlänge und rund 70 Seen ist sie die bekannteste Schauhöhle Russlands; sie hat neben ihrer Bedeutung als Naturdenkmal auch eine historische Bekanntheit, weil darin oder in der Nähe in den Jahren 1578 bis 1579 laut Überlieferungen Jermaks Truppen auf dem Weg nach bzw. von Sibirien übernachtet haben sollen.
Das Belogorski-Kloster befindet sich ca. 50 km westlich der Stadt.

## Söhne und Töchter der Stadt
- Kirill Timofejewitsch Chlebnikow (1784–1838), Naturforscher und Schriftsteller
- Dmitri Fjodorow († 1922), Flugzeugkonstrukteur
- Jelena Tschurakowa (* 1986), Leichtathletin
- Grigori Weritschew (1957–2006), Judoka